# Alergia
Alergia (popularnie stosowane synonimy: uczulenie, nadwrażliwość) – patologiczna, jakościowo zmieniona odpowiedź tkanek na oddziaływanie różnych obcych substancji, zwanych alergenami, polegająca na reakcji immunologicznej związanej z powstaniem swoistych przeciwciał, które po związaniu z antygenem doprowadzają do uwolnienia różnych substancji – mediatorów stanu zapalnego. Czynnik środowiskowy wywołujący alergię sam w sobie zazwyczaj nie jest dla organizmu szkodliwy. W reakcjach alergicznych uczestniczy układ immunologiczny, jego komórki, na przykład limfocyty (zwłaszcza z podgrupy Th2), granulocyty kwasochłonne (eozynofile) oraz komórki tuczne (mastocyty). Istotną rolę w alergicznych odczynach odgrywają przeciwciała – immunoglobuliny klasy E (IgE). Alergia może objawiać się łagodnie, jak w przypadku kataru czy łzawienia, aż po zagrażający życiu wstrząs anafilaktyczny i śmierć.
Termin alergia został użyty pierwotnie przez Clemensa Petera von Pirqueta, wiedeńskiego pediatrę i naukowca w 1906 roku. Oznacza on dosłownie odmienną reakcję (gr. allos – inny + ergos – reakcja). Definicja von Pirqueta obejmowała jednak pojęcia odporności i alergii. Zgodnie ze współczesnym stanem wiedzy, alergia pojmowana jest jako nieprawidłowy przejaw odporności, charakteryzujący się uszkodzeniem własnych tkanek w wyniku typowej odpowiedzi odpornościowej. Początkowo uważano, że za wszelkie reakcje nadwrażliwości odpowiedzialne jest nieprawidłowe wytwarzanie przeciwciał klasy IgE. Dopiero dalsze badania prowadzone wspólnie przez Robina Coombsa i Philipa Gella w latach 60. XX wieku, doprowadziły do odkrycia czterech (obecnie pięciu) odmiennych typów reakcji nadwrażliwości. W związku z powyższym termin nadwrażliwość jest pojęciem szerszym i nie jest synonimem alergii sensu stricto.

## Inne typy nadwrażliwości
W szerszym znaczeniu pojęcie alergia odnoszone jest często do innych chorób o podobnej, z pozoru, etiologii i obrazie. Przykładem tego jest wyprysk kontaktowy alergiczny nazywany inaczej alergicznym kontaktowym zapaleniem skóry. Odmiennie niż w przypadku atopowego zapalenia skóry, choroba ta związana jest z IV typem reakcji według Coombsa, a główną rolę w jej powstawaniu odgrywa reakcja typu komórkowego (limfocyty T wydzielają cytokiny aktywujące inne komórki, jak makrofagi, limfocyty Tc, bazofile). Obraz kliniczny choroby stanowią skórne powierzchowne zmiany zapalne. Powstają one na skutek zetknięcia z alergenem, z którym osoba miała wcześniej kontakt. Alergiczne podłoże tych reakcji udaje się wykazać w około 50% przypadków. U części osób rozpoznaje się tzw. wyprysk zawodowy – związany z uczuleniem na szkodliwe substancje występujące w pracy. W inny sposób działają substancje drażniące – bezpośrednio uszkadzają skórę. Ten typ wyprysku nazywamy wypryskiem kontaktowym z podrażnienia (nie jest to prawdziwe uczulenie i takie zmiany mogą się pojawić u wszystkich osób, które mają kontakt np. z silnymi substancjami używanymi w środkach czystości, farbami, lakierami, smarami, cementem). Przebieg alergicznego wyprysku kontaktowego jest dwuetapowy, a rozwinięcie choroby poprzedza faza indukcji. W jej przebiegu dochodzi do przenikania haptenów przez skórę, które łącząc się z białkami, nabywają cech antygenów. Dochodzi do ich prezentacji przez komórki Langerhansa limfocytom pomocniczym, głównie Th1. W wyniku stymulacji cytokinowej następuje ich swoiste uczulenie. W drugiej fazie reakcji, na skutek ponownego kontaktu z antygenem, dochodzi do powstania odczynu o charakterze wyprysku. Biorą w nim udział komórki Langerhansa oraz uczulone uprzednio limfocyty Th1. Najczęstszymi czynnikami wywołującymi kontaktowe alergiczne zapalenie skóry są: chrom, nikiel, kobalt, formaldehyd, terpentyna oraz składniki (zapałek, farb, barwników, cementu, betonu, gumy, kosmetyków i tworzyw sztucznych). Prawdopodobieństwo rozwoju uczulenia zależy od tego, jak często i jak długo skóra styka się z daną substancją. Właśnie z tego powodu częściej występują reakcje alergiczne na substancje, które pozostają dłużej na skórze, takie jak balsamy do ciała, kremy do pielęgnacji twarzy, kosmetyki do makijażu (cienie do powiek, tusz do rzęs) czy perfumy. Natomiast uczulenie na szampony, które są szybko spłukiwane, należy do rzadkości.

## Mechanizm powstawania nadwrażliwości typu I

### Historia
W 1921 roku Carl Prausnitz i Heinz Küstner przeprowadzili doświadczenie polegające na podskórnym podaniu Prausnitzowi surowicy uczulonego na ryby Küstnera, a następnie wstrzyknięciu w to miejsce antygenu ryby. Zaczerwienienie i obrzęk skóry, jakie wystąpiły, zasugerowało badaczom istnienie hipotetycznych substancji wywołujących uczulenie. Nazwali je reagenami (lub inaczej reaginami). W 1966 roku Kimishige Ishizaka zidentyfikował je jako przeciwciała typu IgE. Obecnie wiemy, że reakcję, która pojawiła się na skórze Prausnitza, wywołało połączenie się fragmentu Fc przeciwciał IgE obecnych w surowicy uczulonego Küstnera z receptorami FcεRI zlokalizowanymi na powierzchni komórek tucznych występujących w skórze, co doprowadziło do ich degranulacji i uwolnienia mediatorów reakcji zapalnej (głównie histaminy, leukotrienów oraz cytokin).
Test ten, nazwany na cześć badaczy reakcją Prausnitza-Küstnera, stosowany był do lat 70. XX wieku, w celu stwierdzenia obecności w surowicy pacjenta swoistych przeciwciał klasy IgE. Ze względu na niebezpieczeństwo wystąpienia gwałtownej reakcji anafilaktycznej prowadzącej do wstrząsu, test ten obecnie nie jest stosowany. Postęp nauki umożliwił wdrożenie znacznie czulszych i swoistych metod wykrywania przeciwciał. Popularnymi metodami są: RAST (ang. radio-allergosorbent test – test radioalergosorpcji) lub FAST (ang. fluoresceine allergosorbent test – test z użyciem przeciwciał znakowanych fluoresceiną).

### Wytwarzanie IgE
W reakcjach alergicznych obserwuje się nadprodukcję IgE – immunoglobulin klasy E wytwarzanych przez białe krwinki, stanowiących jeden z pięciu rodzajów przeciwciał, obok G, A, D i M. W warunkach prawidłowych IgE zwalczają głównie pasożyty pokarmowe, a zatem układ odpornościowy omyłkowo traktuje alergeny jako zagrożenie atakiem pasożytniczym. Układ immunologiczny wytwarza i utrzymuje w gotowości odpowiednią ilość przeciwciał IgE, które w wypadku ekspozycji na alergen natychmiast go rozpoznają i aktywują komórki tuczne – mobilizujące cały układ odpornościowy do zwalczania pozornego zagrożenia. Zagadką była obserwacja, iż u jednych osób kontakt z konkretnym antygenem doprowadzał do odpowiedzi typu I, podczas gdy u innych antygen ten jej nie wywoływał. Biolodzy zastanawiali się również nad ewolucyjnym sensem takich reakcji, których efekty wydają się znacznie bardziej szkodliwe i niosą większe ryzyko niż ewentualne korzyści. Wrodzony nadmiar przeciwciał IgE – powodowany zaburzeniami w regulacji układu odpornościowego lub zwiększoną przepuszczalnością błon śluzowych w drogach oddechowych i jelitach, przez co alergeny łatwiej przedostają się do organizmu – stanowi dodatkowy czynnik ryzyka wystąpienia reakcji nadwrażliwości typu I.

#### Komórki tuczne i bazofile
Komórki tuczne odgrywają kluczową rolę w reakcjach alergicznych. Uczestniczą ponadto w innych, bardzo istotnych procesach immunologicznych. Stanowią obronę organizmu przeciw inwazjom pasożytniczym, stymulują angiogenezę oraz przebudowę tkanek.
U człowieka występują dwie subpopulacje komórek tucznych – tkankowe i błon śluzowych – które wywodzą się ze wspólnego prekursora w szpiku. Różnice te są najprawdopodobniej skutkiem wpływu mikrośrodowiska, w którym przebywają. Subpopulacje te różnią się składem enzymów zawartych w wewnątrzkomórkowych ziarnach gromadzących mediatory reakcji zapalnej oraz wrażliwością na kromoglikan dwusodowy (lek stosowany w astmie oskrzelowej oraz w alergiach pokarmowych).
Bodźcem prowadzącym do aktywacji komórek tucznych i bazofilów jest związanie fragmentu Fc przeciwciała IgE połączonego z antygenem, przez receptor zlokalizowany na powierzchni ich błony komórkowej (receptor FcεRI). Połączenie takie indukuje proces degranulacji oraz wytwarzania de novo mediatorów procesu zapalnego.

#### Eozynofile
Komórki kwasochłonne (zwane też eozynocytami, granulocytami kwasochłonnymi, krwinkami kwasochłonnymi) to jeden z rodzajów leukocytów, stanowiących 2–4% ich ogólnej liczby, biorący głównie udział w walce z infekcjami pasożytniczymi. Współdziałają z komórkami tucznymi w procesie zwalczania tego typu inwazji. Uczestniczą także w modulacji procesów alergicznych, a wiele chorób tego typu charakteryzuje się znaczną eozynofilią. Nagromadzenie eozynofili w tkankach, w zaawansowanych stanach alergicznych, doprowadza do powstawania większych uszkodzeń, czego przykładem jest uszkodzenie nabłonka oddechowego w astmie oskrzelowej. Uszkodzony nabłonek ułatwia przenikanie i ekspozycję organizmu na zwiększoną liczbę antygenów. Prowadzi to do powstania dodatniego sprzężenia zwrotnego i samonapędzającej się spirali chorobowej. Akumulacja tych komórek może być związana z przyspieszonym wzrostem i różnicowaniem eozynofili w szpiku, a następnie ich przechodzeniem do krwi i terenu alergicznego. Ponieważ czas przeżycia eozynofili jest krótki (4 dni), istotne znaczenie dla ich prozapalnego działania ma ochrona tych komórek przed apoptozą i innymi czynnikami obniżającymi ich sprawność. Nad przeżyciem eozynofili czuwają trzy cytokiny: IL-5, IL-3 oraz GM-CSF. W przypadku słabo nasilonych reakcji i niewielkiej ilości antygenu, komórki kwasochłonne, posiadając niewielkie zdolności fagocytarne oraz receptory FcεRI, mogą pełnić korzystną funkcję, zapobiegając ekspozycji komórek tucznych na kompleks antygen-przeciwciało.

#### Limfocyty Th2
Kluczową rolę w procesach alergicznych odgrywają limfocyty Th2. Pełnią one funkcję nadzorującą. Pobudzają one odpowiedź humoralną, w szczególności stymulują wytwarzanie przeciwciał IgE przez limfocyty B. Aktywują komórki tuczne, bazofile i eozynofile. Wszystko dzięki IL-4 i IL-13, które są niezbędne do zmiany klasy produkowanych przez limfocyty B immunoglobulin z G1-3 do E (immunoglobulin class switching). IL-5 pobudzając różnicowanie i aktywację eozynofilów sprawia, że do obrazu odpowiedzi immunologicznej mediowanej przez Th2 należy także eozynofilia. Subpopulacja Th2 powstaje z limfocytów Th0 na skutek stymulacji przez interleukinę 4. Cytokina ta produkowana jest zarówno przez limfocyty Th2, jak i mastocyty i bazofile. Skutkiem tego jest występowanie kolejnego dodatniego sprzężenia zwrotnego.

## Przebieg odpowiedzi immunologicznej na alergen
Przebieg odpowiedzi immunologicznej organizmu na stymulację alergenem zachodzi w dwóch fazach. Pierwszą z nich jest reakcja natychmiastowa zachodząca w kilka minut po stymulacji. Reakcja późna osiąga swoje apogeum w 6 do 10 godzin od kontaktu z alergenem.

Proces degranulacji komórki tucznej.
1 – antygen; 2 – przeciwciało IgE; 3 – receptory FcεRI; 4 – mediatory preformowane (histamina, enzymy proteolityczne, czynniki chemotaktyczne, heparyna); 5 – ziarnistości; 6 – komórka tuczna; 7 – mediatory syntetyzowane po aktywacji komórki (prostaglandyny, leukotrieny, tromboksany, PAF)

### Reakcja natychmiastowa
EAR (ang. early allergic reaction) – to typ reakcji polegający na natychmiastowej IgE- zależnej odpowiedzi na alergen. Połączenie się IgE z receptorem FceRI (receptor o wysokim powinowactwie dla immunoglobuliny E) na powierzchni bazofila lub mastocyta i związanie krzyżowe alergenu przez fragmenty Fab tych przeciwciał prowadzi do degranulacji komórek tucznych i bazofilów. Uwalniane w tym procesie mediatory procesu zapalnego (głównie histamina, ale i sulfidoleukotrieny (LTs) oraz liczne cytokiny) odpowiedzialne są za burzliwie przejawiane reakcje, utożsamiane przez większość ludzi z alergią. Klinicznie zespół objawów nosi nazwę anafilaksji (gr. ana – na odwrót, phylassein – chronić), terminu wprowadzonego przez Charlesa Roberta Richeta, który otrzymał za swoje odkrycie Nagrodę Nobla w dziedzinie medycyny w 1913 roku.
Intensywność, charakter i reprezentacje narządowe procesu anafilaktycznego są bardzo różne. Ich zakres może być lokalny, jak np. w ograniczonej pokrzywce lub świądzie. Może też obejmować cały ustrój, czego wyrazem jest wstrząs anafilaktyczny stanowiący bezpośrednie zagrożenie życia.
Alergenami wywołującymi najczęściej gwałtowne reakcje anafilaktyczne są:
- antybiotyki (penicylina)
- białka obce, zwłaszcza obcogatunkowe (np. surowice odpornościowe)
- jady owadów, zwłaszcza błonkoskrzydłych (pszczoły, osy, szerszenie) – wywołane przez nie reakcje kliniczne są przyczyną śmierci 0,09–0,45 osób na milion ogólnej światowej populacji. Znacznie częściej po użądleniach obserwuje się reakcje miejscowe (2–19% populacji) lub ogólnoustrojowe (0,8–3,9%)[4].
- orzechy
- ryby
- lateks.

Degranulacja bazofili i mastocytów może nastąpić również na drodze nieswoistej, niezwiązanej z alergenem. Czynnikiem sprawczym są aktywowane składniki dopełniacza C3a i C5a.
Degranulację mogą wywoływać na drodze „mostkowania” receptorów dla IgE składniki wielkocząsteczkowe, na przykład jodowe środki kontrastowe stosowane w angiografii i urografii. Mostkowanie FceRI wywołane związaniem alergenu przez IgE powierzchniowe powoduje degranulację bazofilów i uwolnienie z ziarnistości takich mediatorów, jak histamina, cysteinylowe leukotrieny C4 (LTC4), LTD4, LTE4 i cytokiny, w tym głównie IL-4 i IL-13.
Typ reakcji natychmiastowej, w której nie uczestniczy mechanizm antygen-przeciwciało-komórka tuczna nosi nazwę reakcji anafilaktoidalnej.

### Reakcja późna
Reakcja późna (ang. late-phase reaction – LPR lub ang. late allergic reaction – LAR) – zdecydowanie mniej znana i obiegowo nie utożsamiana z pojęciem alergii występuje u około 50% populacji alergików. Na zjawisko to zwrócono większą uwagę od lat 70. po opublikowaniu badań Dolovicha i wsp., którzy wykazali IgE-zależny charakter tej reakcji. Przybiera ona formę podobną do reakcji natychmiastowej. Osiąga największe nasilenie około 6 do 10 godzin od kontaktu z antygenem, a ustępują po 12–24 godzinach. Podobnie jak reakcja anafilaktyczna może dotyczyć błon śluzowych górnych lub dolnych dróg oddechowych (odpowiednio pyłkowica, astma oskrzelowa), skóry itp. LPR występująca po kontakcie z natywnym alergenem jest zwykle poprzedzona przez EAR. Nasilenie LPR jest proporcjonalne do natężenia objawów pierwotnych i zwykle łagodniejsze niż na początku tej odpowiedzi. Możliwe jest jednak wystąpienie LPR bez poprzedzających objawów EAR (tzw. „izolowana faza późna”), co ma miejsce np. po prowokacji skóry peptydowymi fragmentami alergenu lub po prowokacji oskrzeli alergenami zawodowymi. U podłoża reakcji późnej leżą najprawdopodobniej, choć proces ten nie został do końca poznany, napływ z krwi i aktywacja w miejscu stymulacji alergenem szerokiego panelu komórek, takich jak wydzielane przez mastocyty cytokiny (TNF-α, interleukina 1, interleukina 4), leukotrieny, czynnik aktywujący płytki (ang. platelet-activating factor – PAF). Ww. związki, na zasadzie chemotaksji, przyciągają do miejsca wniknięcia antygenu bazofile, eozynofile, neutrofile oraz leukocyty, gdzie są odpowiedzialne za ich aktywację. Inny mechanizm aktywacji wymusza odmienne leczenie. W LPR nieskuteczne okazują się leki przeciwhistaminowe, a lekami z wyboru są glikokortykosteroidy. LPR, późna faza reakcji nadwrażliwości typu I (natychmiastowego), z uwagi na podobieństwo terminologii może, a nie powinna, być mylona z nadwrażliwością typu późnego, czyli reakcją nadwrażliwości typu IV (komórkowego – ang. delayed type hypersensitivity – DTH). Pomiędzy tymi reakcjami zachodzą oczywiste różnice zarówno w patomechanizmie, jak obrazie klinicznym. LPR jest wynikiem reakcji zainicjowanej przez przeciwciała IgE, a w patomechanizmie DTH pierwotnie są zaangażowane limfocyty T. Podobnie różny jest obraz i przebieg kliniczny obu typów odpowiedzi: w reakcji nadwrażliwości typu opóźnionego początek objawów ma miejsce kilkanaście godzin od momentu ekspozycji na antygen, a ich maksymalne nasilenie występuje po 24–48 godzinach, podczas gdy objawy LPR pojawiają się po kilku godzinach od momentu kontaktu z alergenem.

## Epidemiologia
Według Białej księgi alergii z 2011 roku choroby alergiczne dotykają ok. 30–40% populacji. Najczęstsze postaci tych chorób to pyłkowica odnotowana u około 20% populacji, astma oskrzelowa występująca u 5–8% populacji. Natomiast atopowe zapalenie skóry (AZS) występujące u kilku procent ogólnej populacji dziecięcej objawia się u poniżej 1% populacji dorosłych. Choroba ta częściej występuje u dzieci niż u osób dorosłych. Przed 3 rokiem życia AZS w różnie nasilonej postaci występuje u 2–3% całej populacji. Mniej niż 2% przypadków AZS ma swój początek po 20 r.ż. Przypuszczalnie co 3-4 dziecko rodzi się z AZS. Z wiekiem częstość schorzenia maleje. AZS nieco częściej występuje u mężczyzn niż u kobiet, stosunek ten wynosi 1,2:1.
Prawdopodobieństwo wystąpienia choroby atopowej u potomstwa, gdy atopia nie występuje u rodziców, wynosi 12,5%. Ponadto osoby urodzone w miesiącach bezpośrednio poprzedzających sezon pylenia są bardziej narażone na wystąpienie alergii na pyłek roślin.
Wzrost zapadalności na choroby alergiczne w ciągu kilku ostatnich dekad został dobrze udokumentowany w licznych badaniach epidemiologicznych. Wyniki tych badań wskazują, że ma on różną dynamikę w różnych regionach świata i dotyczy zwłaszcza krajów, w których wcześniej notowano stosunkowo małą zachorowalność na te choroby. Obszar Europy Środkowo-Wschodniej wykazuje szczególnie dużą dynamikę wzrostu zachorowalności na choroby alergiczne, co może wiązać się z przemianami społeczno-ustrojowymi, których skutkiem był rozwój uprzemysłowienia, „chemizacja” życia oraz poprawa warunków higienicznych.

## Czynniki predysponujące
Na wystąpienie alergii mają wpływ zarówno czynniki genetyczne, jak i środowiskowe. Określenie poziomu istotności poszczególnych nie jest proste, chociażby ze względu na odmienne kryteria diagnostyczne stosowane przez różnych badaczy.

### Genetyka
Osoby obciążone dodatnim wywiadem rodzinnym posiadają większe ryzyko zachorowania na alergię. Szacunkowo, spośród wszystkich alergików około 40 do 80% chorych jest obciążonych dziedzicznie. Ryzyko wystąpienia choroby wynosi około 40% w przypadku istnienia nadwrażliwości typu I u jednego z rodziców, a około 60%, gdy nadwrażliwość taką stwierdza się u obojga. Badania genetyczne dowiodły, iż jedną z determinant takiego stanu jest występowanie określonych alleli HLA (antygeny zgodności tkankowej). I tak w przypadku posiadania kopii genu HLA-DRB3*0101 istnieje predyspozycja do wystąpienia alergii na pyłki brzozy a kopia genu HLA-DRB1*1501 predysponuje do uczulenia na alergeny ambrozji.
Ponadto tzw. geny atopii warunkują osobniczą skłonność do powstawania burzliwej reakcji immunologicznej z udziałem IgE w następstwie ekspozycji na określone antygeny. W locus 5q31.1 występują geny odpowiedzialne za produkcję cytokin – głównie interleukiny 4, interleukiny 5 i interleukiny 13 a swoisty marker identyfikowany metodami cytogenetycznymi warunkuje nadwrażliwość. Spowodowana jest ona najprawdopodobniej zmianami w sekwencji nukleotydowej promotora genów, nasilającymi transkrypcję ww. cytokin. Kolejny znany „gen atopii” występuje w regionie 11q13. Znajdują się tam geny kodujące fragmenty receptora FcεRI a dokładniej, domeny uczestniczącej w przekazywaniu sygnału aktywującego komórkę, po związaniu przeciwciała IgE połączonego z alergenem. Mała zmiana w budowie receptora powoduje, że sygnał ten staje się znacznie silniejszy, potęgując tym samym reakcję degranulacji.

### Czynniki środowiskowe

#### Karmienie piersią
Większość alergii, zwłaszcza pokarmowych, ujawnia się we wczesnym dzieciństwie. Spowodowane jest to najprawdopodobniej kluczową rolą, jaką odgrywa ten okres w procesie dojrzewania, szkolenia i adaptacji układu odpornościowego. Wysunięta hipoteza o ochronnym wpływie karmienia naturalnego została przebadana już w 1936 roku. Udowodniono wtedy, na dużej grupie osób, iż karmienie piersią, w porównaniu do karmienia piersią w połączeniu ze stosowaniem pokarmów sztucznych lub tylko i wyłącznie pokarmów sztucznych, zmniejsza odpowiednio dwu- lub siedmiokrotnie ryzyko wystąpienia alergii. Obecnie uznaje się, że ochronną rolę pełnią przeciwciała IgG zawarte w matczynym mleku oraz zmniejszone narażenie na alergeny. Zapobiegawcza rola karmienia piersią jest szczególnie ważna w przypadku dodatniego wywiadu rodzinnego. Zaleca się, aby noworodki z rodzin obciążonych chorobami alergicznymi były karmione piersią przez okres minimum 4–6 miesięcy. Dodatkowo zaleca się, aby w tych przypadkach wprowadzanie innych pokarmów rozpocząć dopiero od 5 miesiąca życia.
Należy jednak zauważyć, że niektóre alergeny mogą przedostawać się do mleka matki, np. β-laktoglobulina zawarta w krowim mleku lub owoalbumina jaj. Według aktualnych wytycznych nie zaleca się stosowania pierwotnej diety hipoalergicznej zarówno w okresie ciąży, jak i podczas karmienia piersią. U osób obciążonych niektórzy zalecają natomiast wprowadzenie diety hipoalergicznej u karmiącej. Dodatkowo według niektórych autorów zalecane jest unikanie spożywania pokarmów o wybitnym charakterze uczulającym, np. orzechy ziemne, zarówno w okresie ciąży, jak i laktacji.
W przypadku, gdy dziecko musi być dokarmiane zaleca się stosowanie wyłącznie preparatów mlekozastępczych o nieznacznym stopniu hydrolizy do okresu 12 miesięcy. W przypadku występowania objawów alergicznych podczas ich stosowania należy wprowadzić preparaty o znacznym stopniu hydrolizy. Nie zaleca się stosowania preparatów opartych na białku sojowym, które posiada znaczne właściwości alergizujące.
Zapobieganie alergiom pokarmowym chroni dziecko przed wystąpieniem innych chorób z grupy nadwrażliwości. Związane jest to ze zjawiskiem określanym mianem „marszu alergicznego”, czyli predyspozycji wiekowej do występowania określonych manifestacji narządowych. U niemowląt najczęściej przejawianymi są dolegliwości ze strony układu pokarmowego, u dzieci 7–12-miesięcznych dominują objawy o typie wyprysku kontaktowego (zaliczany do typu IV według Coombsa). W wieku 2–3 lat dominuje astma, 4–7 rok życia zdominowany jest przez katar sienny, do którego dołącza astma w 8–14 roku życia.

#### Czynniki infekcyjne i hipoteza higieniczna
Częstotliwość występowania wielu chorób o podłożu alergicznym w tym m.in. astmy oskrzelowej wzrasta od zakończenia II wojny światowej, np. u dzieci w USA częstotliwość uczulenia na orzechy ziemne i orzechy pozyskane z drzew wzrosła między 1997 a 2008 ponad trzykrotnie – z 0,6% do 2,1%. Obraz ten koreluje ze wzrastającą sterylnością życia wskutek wprowadzenia do powszechnego użycia antybakteryjnych środków czystości, antybiotyków i szczepionek. Część badaczy uznaje to za potwierdzenie hipotezy higienicznej, zgodnie z którą rozpowszechnienie alergii jest wynikiem cywilizacyjnego ograniczenia ekspozycji na drobnoustroje i toksyny występujące w naturze (infekcje, pasożyty itd.). Rola czynników infekcyjnych w powstawaniu alergii jest jednak dwuznaczna. Z jednej strony zaobserwowano częstą korelację pomiędzy przebytą infekcją (zwłaszcza wirusową) dróg oddechowych, a nabyciem nadwrażliwości na alergeny wziewne. Z drugiej strony podkreśla się ochronny wpływ wielu czynników infekcyjnych na występowanie alergii. Protekcyjny wpływ wykazano jednoznacznie w przypadku zakażenia wirusem odry, WZW B oraz mikroorganizmów (np. prątki gruźlicy) zwiększających wielkość subpopulacji limfocytów Th1, które działają antagonistycznie w stosunku do proalergennych limfocytów Th2. W przypadku odry istotna może być długotrwała immunosupresja i upośledzenie funkcji limfocytów T następujące po przebyciu zakażenia. Natomiast infekcje dróg oddechowych, najprawdopodobniej przez zmniejszenie szczelności nabłonka, umożliwiają większą penetrację antygenów, prowadząc w konsekwencji do wzrostu ryzyka alergizacji.

W kilku badaniach epidemiologicznych wykazano, że życie na wsi, na farmie zmniejsza ryzyko rozwoju chorób atopowych, przy czym mechanizm działania ochronnego nie jest do końca wyjaśniony. Zwrócono uwagę na odmienną dietę, nawyki higieniczne, a największe znaczenie przypisuje się wpływowi endotoksyn. Ta koncepcja została potwierdzona także w innych modelach badań epidemiologicznych, w których np. oceniano korelację pomiędzy stężeniem endotoksyn w szkole a występowaniem wykładników atopii. Jednocześnie jednak, podobnie jak w odniesieniu do niemal wszystkich elementów hipotezy higienicznej, opublikowano obserwacje odmienne, na przykład w Estonii nie stwierdzono korelacji pomiędzy stężeniem endotoksyn a alergizacją.

W ochronnym wpływie życia na wsi znaczenie ma kontakt z różnorodnymi bakteriami występującymi w środowisku. Im większa bioróżnorodność w sąsiedztwie zamieszkania tym bardziej różnorodna jest pewna klasa bakterii (Gammaproteobacterii) na skórze – klasa tych bakterii normalnie występuje na roślinach i w ziemi. Z kolei im większa różnorodność tych bakterii na skórze tym rzadziej jest odpowiedź alergiczna skóry. Stwierdzono też, że u osób zdrowych, im więcej jest na skórze bakterii Acinetobacter, tym większe jest stężenie interleukiny 10 działającej przeciwzapalnie.
Dostępne wyniki badań nie dają jednoznacznej odpowiedzi czy infekcje wywierają ochronny wpływ na występowanie chorób alergicznych, ale wpływ ten lepiej widoczny w przypadku chorób atopowych niż astmy. Jest on silnie uzależniony od czynników genetycznych, środowiskowych, intensywności i czasu ekspozycji. W związku z tym brak jest jednoznacznych przesłanek dla zmiany obecnych standardów higienicznych.

#### Pasożyty
Wyniki badań dotyczące wpływu zarażenia pasożytami na występowanie astmy są niespójne i trudno jest obecnie ocenić, czy zarażenie zmniejsza lub zwiększa ryzyko wystąpienia astmy, czy nie ma na nie wpływu.

#### Inne
Nie bez znaczenia pozostaje również wpływ zanieczyszczenia środowiska, a zwłaszcza dymów i spalin. Według niektórych badań, czynnikami predysponującymi do powstania alergii, szczególnie w obrębie układu oddechowego, są spaliny samochodowe (zwłaszcza pochodzące z silników Diesla ze względu na większą zawartość cząstek stałych), a także dym papierosowy.
Część badaczy twierdzi również, że wzrastające użycie środków chemicznych, których działanie na organizm człowieka nie zawsze zostało dokładnie poznane, może być odpowiedzialne za wzrost częstotliwości występowania chorób o podłożu alergicznym.

## Schorzenia
Schorzenia, w których zasadnicze znaczenie odgrywają odczyny alergiczne typu I:
- alergiczny nieżyt nosa (sezonowy i całoroczny)
- alergia pokarmowa
- astma oskrzelowa atopowa
- wyprysk (egzema), w tym:
  - atopowe zapalenie skóry
  - alergiczne kontaktowe zapalenie skóry (wyprysk kontaktowy alergiczny)
- niektóre typy pokrzywki
- atopowe zapalenie spojówek
- uczulenie na jad owadów
- wstrząs anafilaktyczny (anafilaksja)
- pyłkowica

## Objawy fizyczne
Jakkolwiek podłoże alergii, w obrębie reakcji IgE zależnych, jest spójne, objawy mogą wydawać się myląco odmienne. W zależności od typu schorzenia, dominacji narządowej oraz cech osobniczych, uwalnianie mediatorów anafilaksji może manifestować się różnorodnie. Znajomość patofizjologicznego podłoża choroby układa jej obraz w określoną konstelację. Wyznacznikiem jest fizjologiczna rola histaminy, głównego mediatora reakcji alergicznej, w organizmie żywym. Reakcja rzadko jest reakcją ogólnoustrojową. Często proces ten zostaje ograniczony do określonego układu, narządu, tkanki. Do objawów miejscowych zaliczamy:

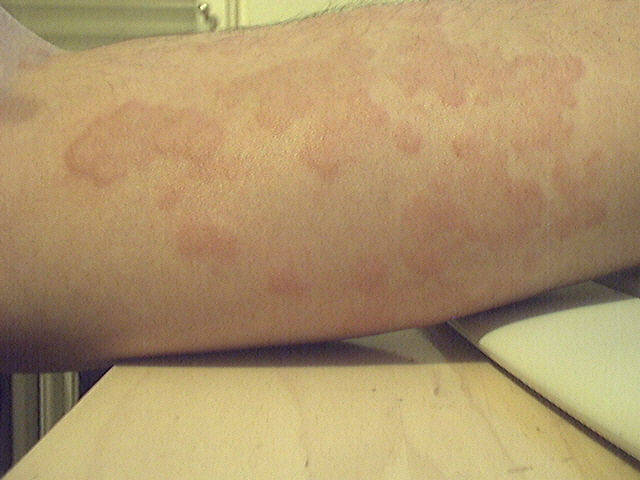
skórne objawy alergii

- nos – obrzmienie śluzówki, nieżytu nosa, a w związku ze swędzeniem częste pocieranie nosa, wodnista wydzielina z nosa i towarzyszące temu napady kichania, zatkany nos
- oczy – izolowane alergiczne zapalenie spojówek, zaczerwienienie, swędzenie, pieczenie, łzawienie
- drogi oddechowe – skurcz oskrzeli, świsty, trudność w oddychaniu, czasami pełnoobjawowy atak astmy, kaszel bez cech ostrej infekcji
- uszy – uczucie pełności, osłabione słyszenie z powodu niedrożnej trąbki Eustachiusza
- skóra – różne wysypki, egzema, pokrzywka, obrzęk (np. po użądleniu owada), uczucie swędzenia w obrębie zmienionych chorobowo miejsc
- głowa – niezbyt powszechne bóle głowy, uczucie ociężałości.

Wzrost stężenia histaminy w surowicy krwi wywołuje spadek ciśnienia tętniczego z towarzyszącym przyspieszeniem akcji serca i zwiększeniem ciepłoty ciała. Są to objawy charakterystyczne dla wstrząsu anafilaktycznego. Dodatkowo występuje skurcz mięśni gładkich oskrzeli (astma atopowa), przewodu pokarmowego oraz obrzęk. Ostatecznie może wystąpić śpiączka, a nawet śmierć. Przekrwienie błon śluzowych na skutek rozszerzenia arterioli z towarzyszącym skurczem drobnych żył i wzrostem przepuszczalności ścian naczyń jest charakterystyczne dla pyłkowicy. Obrzęk i przekrwienie skóry występujące m.in. w atopowym zapaleniu skóry mają identyczne podłoże. Natomiast świąd jest skutkiem drażnienia czuciowych zakończeń nerwowych. Na te objawy nakłada się również działanie szeregu innych mediatorów wydzielanych w procesie degranulacji komórek tucznych.

## Diagnostyka

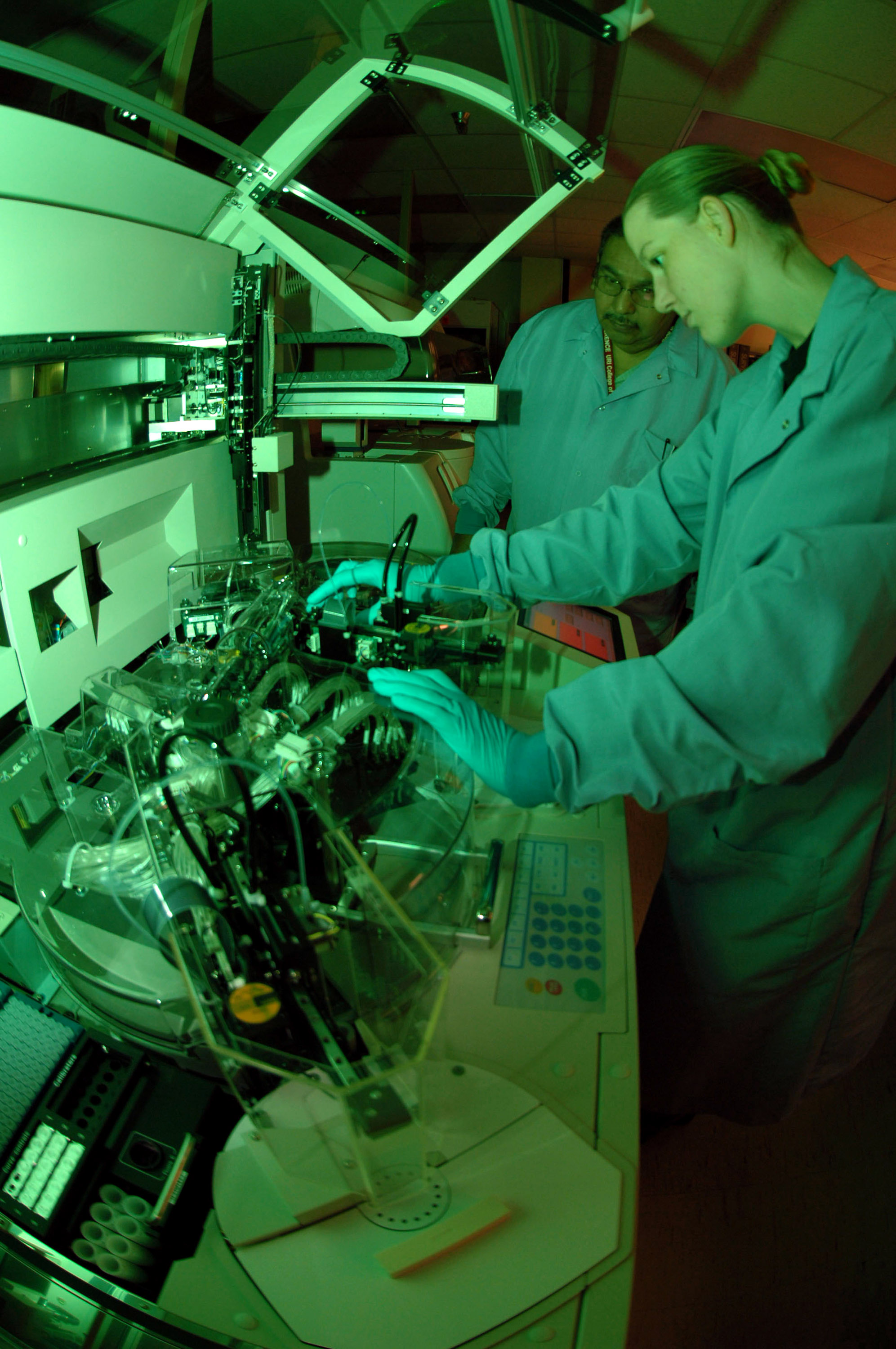
Maszyna przeznaczona do badania alergii

W rozpoznaniu choroby ważną rolę odgrywa dobrze przeprowadzony wywiad. Istotne jest stwierdzenie korelacji między narażeniem na alergeny a obecnością objawów. Alergię nietrudno rozpoznać, jeśli objawy występują szybko po zadziałaniu poznanego alergenu. Napad kichania, wycieku z nosa, łzawienia i swędzenia spojówek w słoneczny dzień – wskazują na katar sienny. Nocny napad kaszlu, duszności, świszczącego oddechu u młodej osoby – to symptomy astmy. Zaczerwienienie skóry, świąd i bąble po zjedzeniu truskawek czy orzeszków ziemnych – to prawdopodobnie alergia pokarmowa. Bolesny obrzęk skóry, nasilona pokrzywka po użądleniu osy – również sugerują reakcję alergiczną. Badanie przedmiotowe może ułatwić rozpoznanie w przypadku wystąpienia zaostrzeń. Podczas remisji może nie wykazać żadnych odchyleń od stanu prawidłowego. Niekiedy stwierdza się charakterystyczne dla atopii zmiany skórne. Z badań dodatkowych najpowszechniej stosowane są testy skórne, polegające na wprowadzeniu do skóry lub nałożeniu na nią alergenów w bardzo niskim stężeniu.
Ustalenie prawdopodobnego czynnika alergicznego na podstawie wywiadu potwierdzane jest dalszymi badaniami, takimi jak: testy skórne (punktowe, śródskórne i płatkowe), badania serologiczne i testy (próby) ekspozycyjne.
Przy czym dodatni wynik testów skórnych i badań serologicznych jest dowodem istnienia alergii w organizmie chorego, natomiast testy (próby) ekspozycyjne stanowią potwierdzenie, że dane alergeny są odpowiedzialne za reakcje atopowe (alergiczne). W alergii pokarmowej w celu wykrycia alergenu stosuje się też diety eliminacyjne, polegające na wykluczaniu z jadłospisu podejrzanych produktów i potraw z ich wykorzystaniem. Dzięki temu można wspólnie z pacjentem ustalić, który z kolejnych eliminowanych produktów był sprawcą objawów alergii.

## Testy skórne

Test skórny

Badanie polega na celowym spowodowaniu kontaktu alergenu podejrzanego o wywołanie objawów chorobowych ze skórą, a następnie na interpretacji powstałych zmian skórnych (bąbel, rumień, naciek). Najczęściej wykonywane są testy skaryfikacyjne lub śródskórne. W przypadku pierwszych wzorcowy antygen nanoszony jest na zadrapaną uprzednio powierzchnię skóry przedramienia lub pleców. Druga metoda polega na wstrzyknięciu roztworu śródskórnie. Wynik testu odczytywany jest po 15 minutach, mierząc średnicę powstającego bąbla i otoczki rumieniowej. Dla celów porównawczych wykonuje się próbę z roztworem histaminy w rozcieńczeniu 1:10 000 podanym w identyczny sposób. Niekiedy stosuje się także próbę ślepą, podając śródskórnie lub nanosząc na zadrapanie wodę destylowaną. Wynik podaje się, stosując trójstopniową skalę:
- + – bąbel o średnicy do 5 mm
- ++ – bąbel o średnicy do 1 cm z towarzyszącą otoczką rumieniową
- +++ – bąbel z szerokim pasmem rumienia i charakterystycznymi „nibynóżkami”

## Próby ekspozycyjne
Polegają na wdychaniu aerozoli zawierających określony, standaryzowany alergen. Następnie bada się reakcję oskrzeli przez określenie wartości szczytowej przepływu wydechowego (ang. Peak Expiratory Flow – PEF) lub maksymalnej objętości wydechowej jednosekundowej (ang. Forced Expiratory Volume in 1 Second – FEV1). Spadek wartości tych parametrów świadczy o wrażliwości na podawany alergen. Pomiarom statycznym i dynamicznym poddana jest ilość wdychanego i wydychanego powietrza z uwzględnieniem prędkości przepływu powietrza w drogach oddechowych. W astmie charakterystyczne jest bowiem zmniejszenie ilości powietrza wydychanego z maksymalnym natężeniem w ciągu jednej sekundy, a także duża zmienność szybkości wydychanego powietrza w ciągu jednego dnia (powyżej 20%) oraz znacząca poprawa szybkości po zastosowaniu leków rozszerzających oskrzela. W alergii pokarmowej w celu wykrycia alergenu stosuje się diety eliminacyjne, polegające na wykluczaniu z diety podejrzanych potraw. Dzięki temu można wspólnie z pacjentem ustalić, który z kolejnych eliminowanych produktów był sprawcą objawów alergii.

## Oznaczanie poziomu IgE
Do diagnostyki wprowadzono dwa rodzaje badania immunoglobuliny E (IgE) w organizmie człowieka:
- oznaczanie stężenia całkowitej IgE (cIgE, inaczej poliklonalnej IgE)
- i oznaczania stężenia alergenowo specyficznej, czyli swoistej IgE (asIgE)

Immunoglobulinę E w surowicy krwi oznacza się w jednostkach międzynarodowych (IU) na mililitr lub rzadziej ng/ml (1 IU = 2,44 ng/ml).
W wielu chorobach alergicznych następuje wzrost całkowitego stężenia IgE w surowicy krwi,
jednak jest wiele schorzeń niealergicznych w których całkowite stężenie IgE wzrasta.
Oznaczenie wartości IgE jest niekiedy pomocne przy ustalaniu rozpoznania.
Często przydatne jest również badanie stężenia swoistych przeciwciał IgE, skierowanych przeciw konkretnym alergenom, ponieważ prawidłowy wynik całkowitej IgE, nie wyklucza istnienia alergii. U dużej grupy alergików wynik oznaczenia poziomu IgE całkowitego bywa bowiem prawidłowy (pomimo alergii). Stąd oznaczenie IgE swoistego dla określonych alergenów, na przykład roztoczy, pyłków drzew, traw, chwastów, pokarmów, jadów owadów może okazać się bardziej miarodajne. Umożliwiają to m.in. metody radioimmunologiczne (RIA). Do oznaczenia poziomu stężenia IgE służy też modyfikacja testu radioalergosorpcji RAST – test fluorescencyjny CAP-RAST.

## Leczenie
Najlepszą metodą terapeutyczną jest unikanie kontaktu z czynnikami alergizującymi. Nie zawsze jest to jednak możliwe, dlatego często konieczne jest stosowanie farmakoterapii lub przeprowadzenie swoistej immunoterapii.

### Immunoterapia swoista
Immunoterapia swoistym antygenem (potocznie zwana odczulaniem), wywołującym u chorego reakcje alergiczne, jest jedną z metod leczniczych, prowadzących do zmniejszenia nasilenia lub całkowitego ustąpienia objawów uczuleniowych. Zasadą terapii jest systematyczne podawanie (najczęściej podskórne) wzrastających dawek antygenu. Metodę tę opracowali w 1911 roku doktorzy Leonard Noon i John Freeman ze szpitala St. Mary w Londynie. Sukcesywnie udoskonalana stosowana jest do dziś. Obecnie dostępne badania kliniczne wykazały skuteczność swoistej immunoterapii w leczeniu alergicznego nieżytu nosa i spojówek, astmy atopowej, a także alergii na jad owadów błonkoskrzydłych.
Światowa Organizacja Zdrowia wydała zalecenia dotyczące stosowania swoistej immunoterapii.
- Immunoterapia powinna być stosowana w skojarzeniu z wszystkimi dostępnymi formami terapii chorób alergicznych, w celu złagodzenia objawów alergii w maksymalnym możliwym zakresie.
- Uzasadnienie dla podjęcia immunoterapii opiera się na analizie możliwości kontrolowania objawów za pomocą leczenia farmakologicznego, dawki oraz rodzaju wymaganych farmaceutyków oraz możliwości unikania ekspozycji na alergen.
- Immunoterapia jest wskazana u pacjentów, u których wykazano IgE-zależne podłoże reakcji na istotne alergeny. Ponieważ odpowiedź na immunoterapię jest alergenowo-swoista, nie powinny być stosowane mieszaniny alergenów niemające związku z uczuleniem danego pacjenta.
- Główne czynniki, które decydują o skuteczności immunoterapii, obejmują prawidłową diagnostykę alergii i ustalenie wskazań, zapewnienie współpracy ze strony pacjenta (z reguły poniżej 50%), zastosowanie odpowiedniej, wysokiej jakości szczepionki, stosowanie odpowiednio wysokiej dawki podtrzymującej szczepionki.
- Droga podania szczepionki oraz czas prowadzenia terapii mają istotne znaczenie dla skuteczności immunoterapii.
- Wskazania do prowadzenia immunoterapii powinny być ustalane przez lekarzy wykształconych w dziedzinie alergologii. Specjaliści powinni kierować się znajomością lokalnie występujących alergenów, na które pacjent jest narażony w środowisku domowym i miejscu pracy.
- Szczepionki powinny być podawane pod nadzorem odpowiednio wyszkolonych lekarzy. Optymalny czas trwania immunoterapii nie jest ostatecznie określony. Zaleca się jej stosowanie przez 3 do 5 lat, jednak decyzja o zaprzestaniu terapii powinna być podejmowana w oparciu o indywidualną analizę każdego pacjenta.

### Farmakoterapia
Farmakologiczne leczenie alergii ma na celu złagodzenie objawów chorobowych i zahamowanie uwalniania i działania mediatorów prozapalnych, tworzących między sobą szereg sprzężeń dodatnich, doprowadzający do nasilenia objawów. Nie likwiduje ona przyczyny choroby. W leczeniu alergii najczęściej stosowanymi grupami leków są:
- leki przeciwhistaminowe, inaczej antagonisty receptorów H1, blokują końcowy etap reakcji alergicznej, uniemożliwiając połączenie się uwolnionej histaminy z receptorem i wyzwolenie efektu biologicznego (np. skurcz mięśni gładkich oskrzeli). Leki przeciwhistaminowe nowej generacji jak bilastyna (stosowana w leczeniu alergicznego nieżytu nosa i zapalenia spojówek oraz pokrzywki) działają przy tym przeciwzapalnie, co przejawia się w:
  - zmniejszaniu ekspresji cząsteczek adhezyjnych na powierzchni śródbłonka naczyń
  - hamowaniu ekspresji genów prozapalnych w komórkach nacieku zapalenia
  - hamowaniu chemotaksji eozynofilów, bazofilów i mastocytów do miejsca zapalenia.

Dzięki silnemu wiązaniu z receptorem H1, a w niewielkim z innymi receptorami, preparaty typu bilastyna nie posiadają prawie żadnych istotnych działań niepożądanych w odróżnieniu od leków przeciwhistaminowych I generacji.
Przykłady:
- leki I generacji: klemastyna, prometazyna
- leki II generacji: bilastyna, cetyryzyna, loratadyna, desloratadyna, azelastyna, azatydyna
- leki przeciwleukotrienowe – hamują syntezę leukotrienów cysteinylowych lub blokują receptory leukotrienowe w ścianie oskrzeli.
  - inhibitory biosyntezy: zileuton, genleuton
  - antagonisty receptorów leukotrienowych: montelukast, zafirlukast
- kromony (kromoglikan disodowy, nedokromil) – głównym mechanizmem ich działania jest blokowanie uwalniania histaminy z komórek tucznych (hamowanie procesu degranulacji)
- glikokortykosteroidy – stosowane zarówno ogólnoustrojowo (doustnie), jak również w postaci wziewnej lub donosowej
- adrenalina – osoby cierpiące na poważne odczyny alergiczne z ryzykiem wystąpienia wstrząsu anafilaktycznego powinny nosić ze sobą strzykawki z adrenaliną, która jest lekiem pierwszego rzutu w anafilaksji.

#### Postępowanie przeciwwstrząsowe
1. usunięcie źródła alergenu (jeżeli możliwe)
2. adrenalina domięśniowo (dorośli 0,3–0,5 mg, dzieci 0,01 ml/kg; dawkę można powtórzyć po 5–15 min); dożylnie w wyjątkowych przypadkach
3. dostęp dożylny – uzupełnianie wypełnienia łożyska naczyniowego
4. tlenoterapia
5. dożylne podanie leków przeciwhistaminowych (antazolina, prometazyna)
6. dożylne podanie glikokortykosterydów (prednizolon, hydrokortyzon)
7. dopamina lub noradrenalina we wlewie, jeśli niedociśnienie się utrzymuje pomimo podania adrenaliny i płynów
8. glukagon 0,1 mg/kg domięśniowo w razie utrzymywania się niedociśnienia i skurczu oskrzeli u chorych leczonych β-blokerami
9. obserwacja w celu uniknięcia ryzyka opóźnionej anafilaksji[16][17][18].

### Przyszłość
Przyszłość leczenia chorób alergicznych będzie opierać się najprawdopodobniej na ingerencji bezpośredniej i swoistym przeprogramowaniu układu odpornościowego chorego. Już dziś mówi się o możliwości zablokowania różnicowania limfocytów Th0 w kierunku limfocytów Th2, modyfikacji odpowiedzi komórek tucznych i bazofili, neutralizacji cytokin przy użyciu przeciwciał, blokowaniu IgE (stosowany obecnie omalizumab) lub receptorów FcεRI, a także terapii genowej. Pierwsze eksperymenty z wykorzystaniem tej ostatniej zostały przeprowadzone na zwierzętach i polegały na domięśniowym podawaniu plazmidów DNA kodujących fragmenty alergenu, który następnie ulegał ekspresji w miocytach, doprowadzając do zahamowania wytwarzania IgE przez indukcję limfocytów cytotoksycznych CD8+.

## Antygeny wywołujące alergię

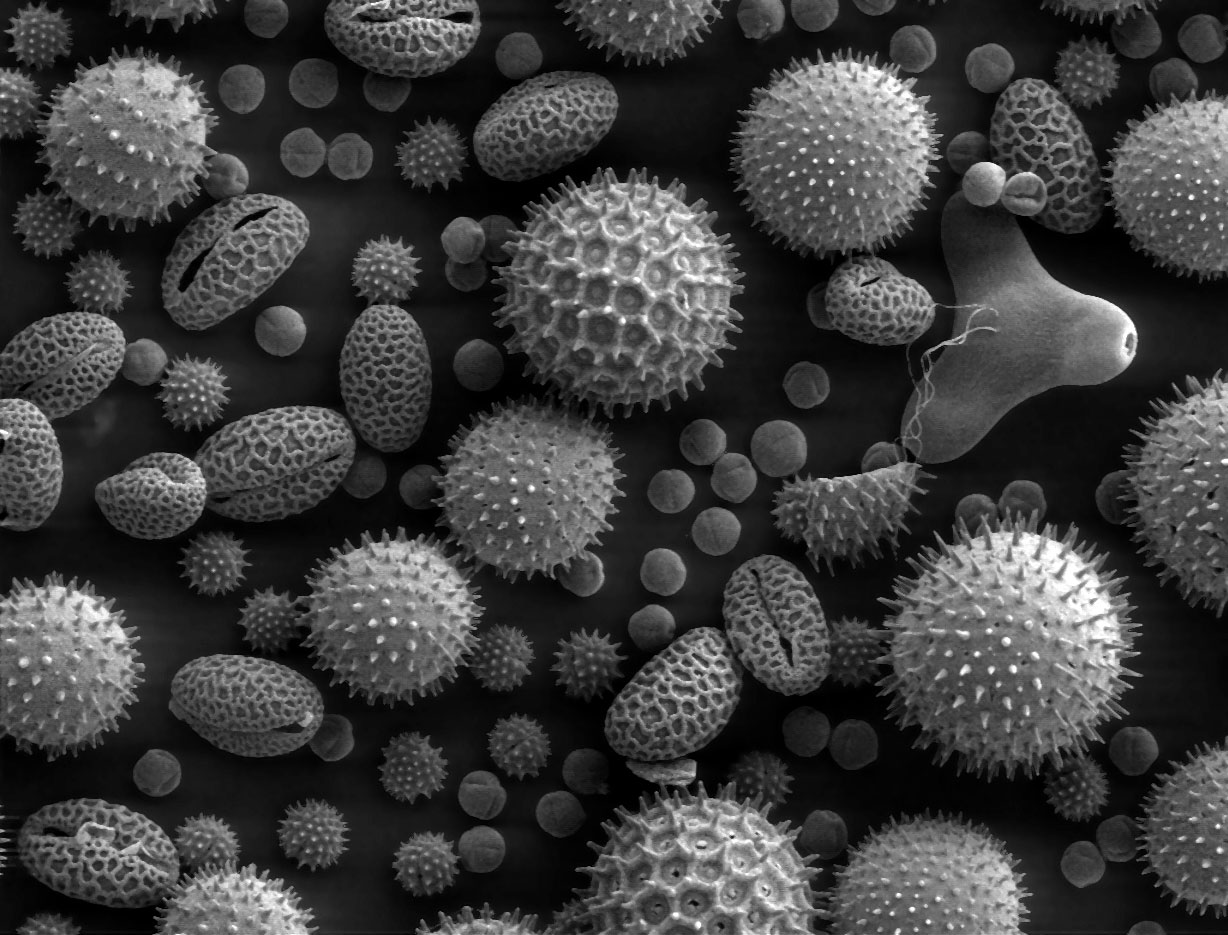
Różnorodne pyłki roślinne – zdjęcie ze skaningowego mikroskopu elektronowego

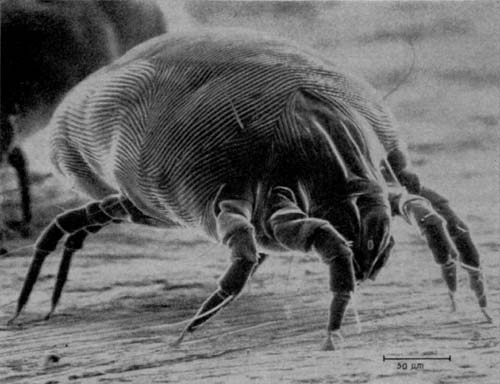
Roztocze kurzu domowego; jego odchody i chityna są powszechnymi alergenami w domach

Do antygenów najczęściej wywołujących alergię należą:
- Pyłki roślinne (odpowiedzialne za występowanie kataru siennego)
  - leszczyna
  - olcha
  - wiąz
  - buk
  - brzoza
  - topola
  - dąb
  - wierzba
  - jesion
  - grab
  - bez czarny
  - lipa drobnolistna
  - trawy
  - babka lancetowata
  - pokrzywa
  - komosa
  - szczaw
  - bylica
- zarodniki pleśni
- leki
  - penicylina i antybiotyki β-laktamowe
  - sulfonamidy
  - salicylany
  - środki znieczulenia miejscowego
- produkty spożywcze
  - orzechy – stąd, jako zabezpieczenie prawne, często umieszczana na produktach spożywczych informacja o możliwości zawierania śladowych ilości orzechów lub migdałów
  - ziarno sezamu
  - ryby i inne owoce morza
  - białko jaj
  - soja
  - mleko
  - rośliny strączkowe
  - kukurydza
  - zboża (gluten)
  - czekolada
  - owoce (np. truskawki, cytrusy)
  - przyprawy
- jad owadów, np. jad pszczół
- zwierzęta i ich wydzieliny
  - sierść – głównie kota (połączenie śliny zwierzęcia, złuszczonego nabłonka i sierści)
  - roztocze
- lateks
- konserwanty (azotany i azotyny, kwas benzoesowy oraz benzoesany)
- kosmetyki (krem, farba do włosów, szampon)
- produkty chemiczne (składniki gumy, żywice epoksydowe, związki akrylowe w klejach czy farbach, barwniki).